# Rezerwat przyrody Dolina Eliaszówki
Rezerwat przyrody Dolina Eliaszówki – krajobrazowy rezerwat przyrody w Dolinie Eliaszówki na Wyżynie Olkuskiej (część Wyżyny Krakowsko-Częstochowskiej). Znajduje się w obrębie Parku Krajobrazowego Dolinki Krakowskie oraz dwóch obszarów siedliskowych sieci Natura 2000: „Czerna” PLH120034 i „Dolinki Jurajskie” PLH120005. Administracyjnie leży w województwie małopolskim, powiecie krakowskim, gminie Krzeszowice.

## Opis rezerwatu
Ma powierzchnię  109,57 ha, utworzony został w 1989 r. i jest rezerwatem częściowym. Obejmuje dolną, zbudowaną z wapieni część Doliny Eliaszówki pokrytą starodrzewiem grądu, buczyną karpacką i buczyną ciepłolubną, w dnie łęgiem olszowo-jesionowym. Dnem płynie Krzeszówka (dawniej nazywana Eliaszówką) ze Źródłem proroka Eliasza i Źródłem proroka Elizeusza. Doliną prowadzi droga na trasie Krzeszowice-Gorenice-Olkusz. Nad doliną w miejscowości Czerna znajduje się zespół kościoła i klasztor karmelitów bosych w Czernej oraz ruiny tzw. Diabelskiego Mostu.
Rezerwat otacza z wszystkich stron zespół klasztoru. W obrębie rezerwatu występują odsłonięcia skalne. W runie leśnym wiosną licznie zakwita żywiec gruczołowaty, złoć żółta, zawilec gajowy, marzanka wonna, szczyr trwały, lepiężnik biały. Występują także nerecznica samcza, przetacznik górski, paprotnik kolczysty, tojad mołdawski, gajowiec żółty, parzydło leśne, żywiec dziewięciolistny, pierwiosnek wyniosły i inne.
W obrębie rezerwatu znajduje się wąwóz Kulenda oraz kilka jaskiń i schronisk: Jaskinia pod Bukami, Grota Świętego Hilariona, Okap pod Grotą Świętego Hilariona, Schronisko przy Grocie Świętego Hilariona, Grota Świętego Onufrego i Jaskinia za Siedmioma Progami.

## Szlaki turystyczne
– pieszy z Olkusza przez Dolinę Eliaszówki i rezerwat przyrody oraz Dolinę Racławki do Paczółtowic.
 – rowerowy z Krzeszowic przez Bartlową Górę, Dolinę Eliaszówki, Dębnik i Siedlec do Krzeszowic.

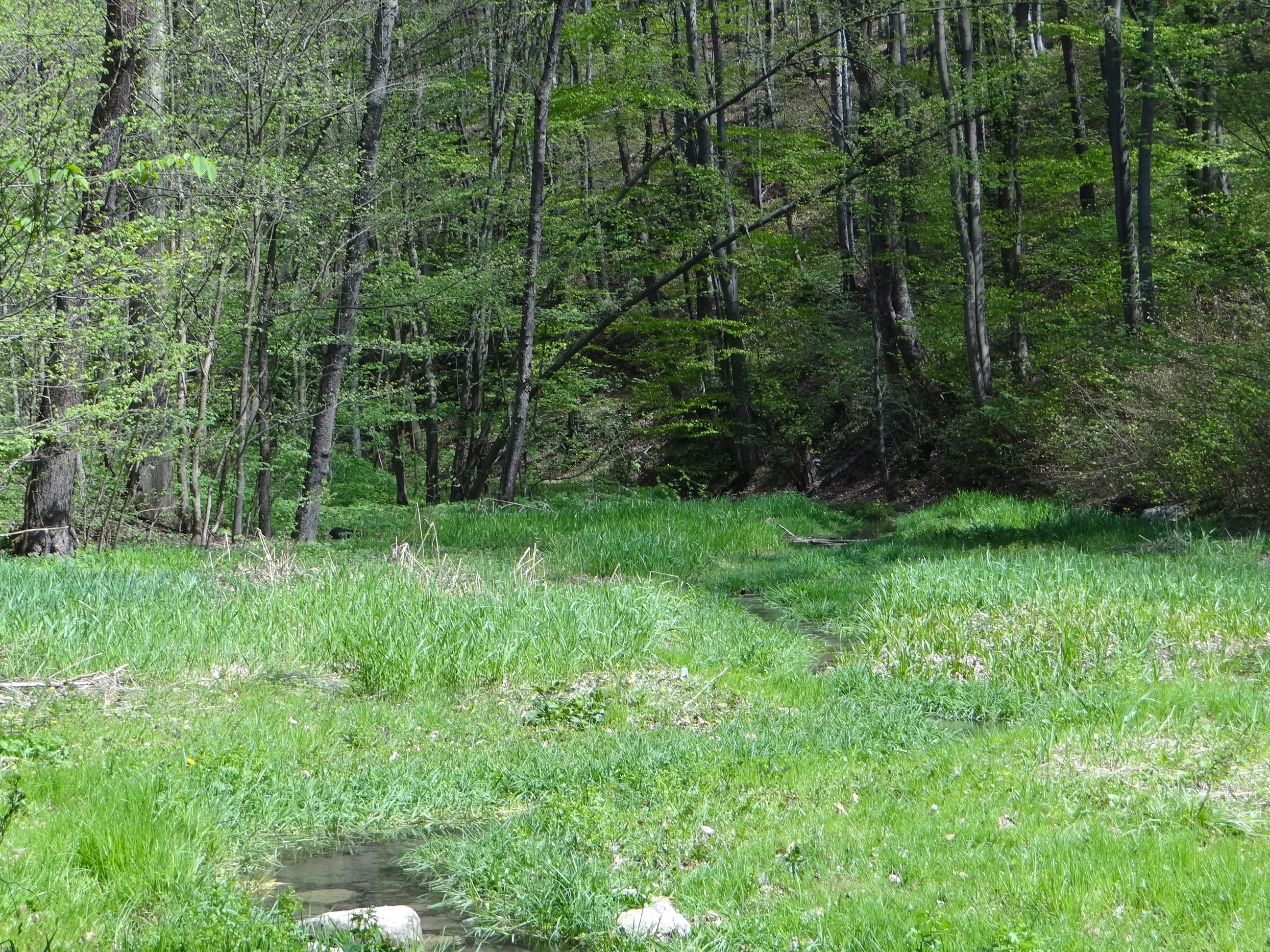
Las łęgowy na dnie potoku
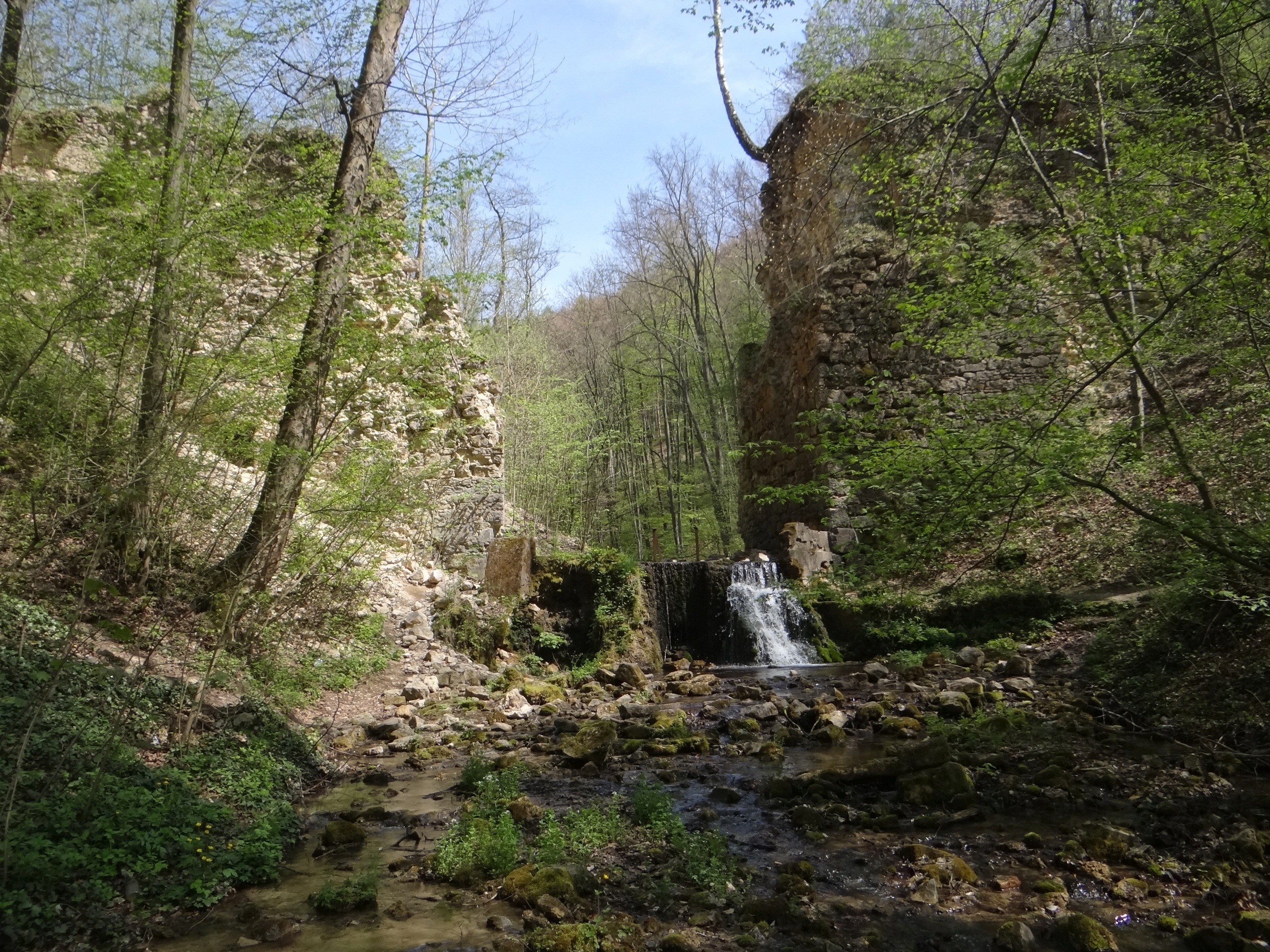
Ruiny Diabelskiego Mostu
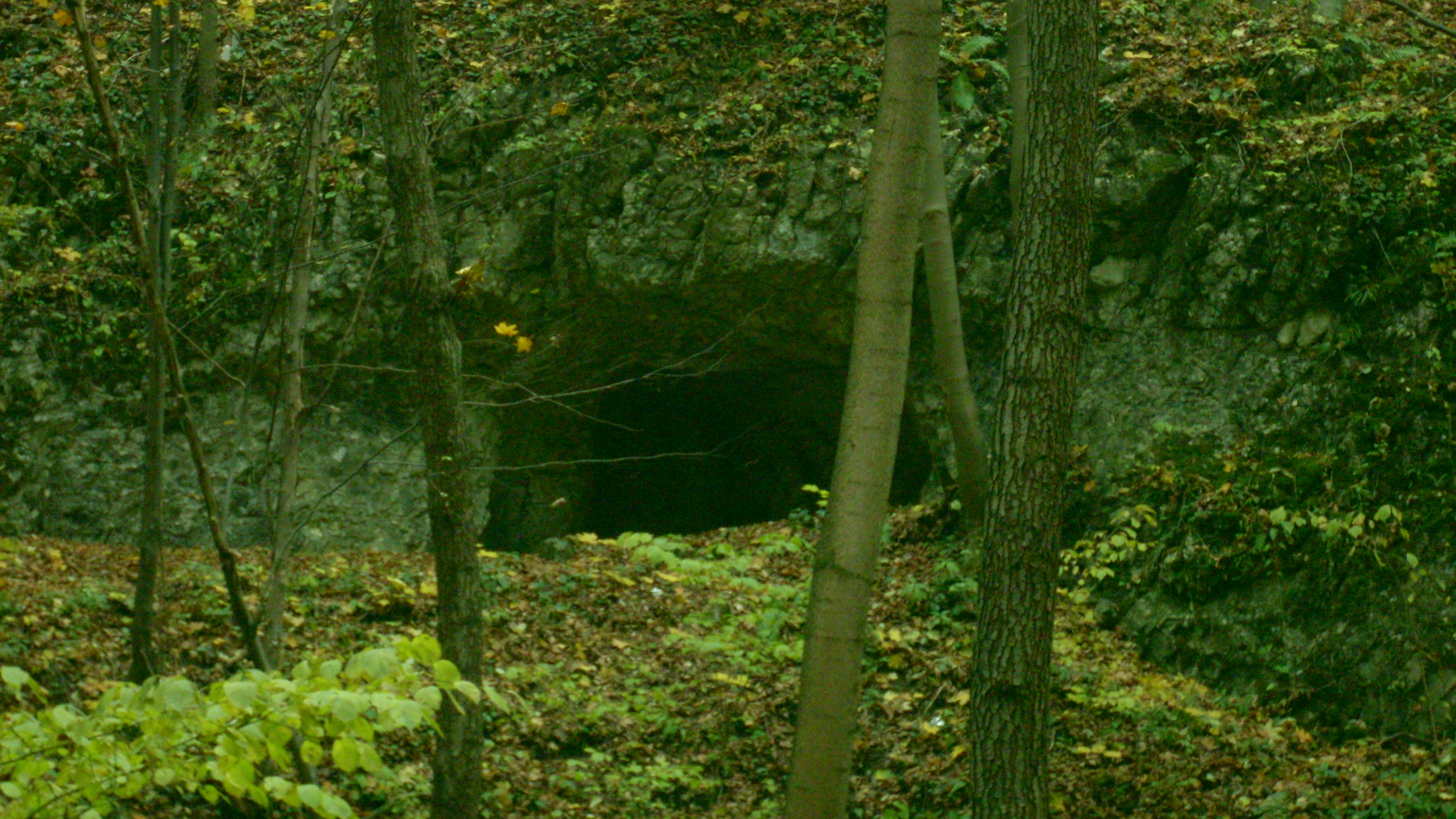
Grota Hilariona
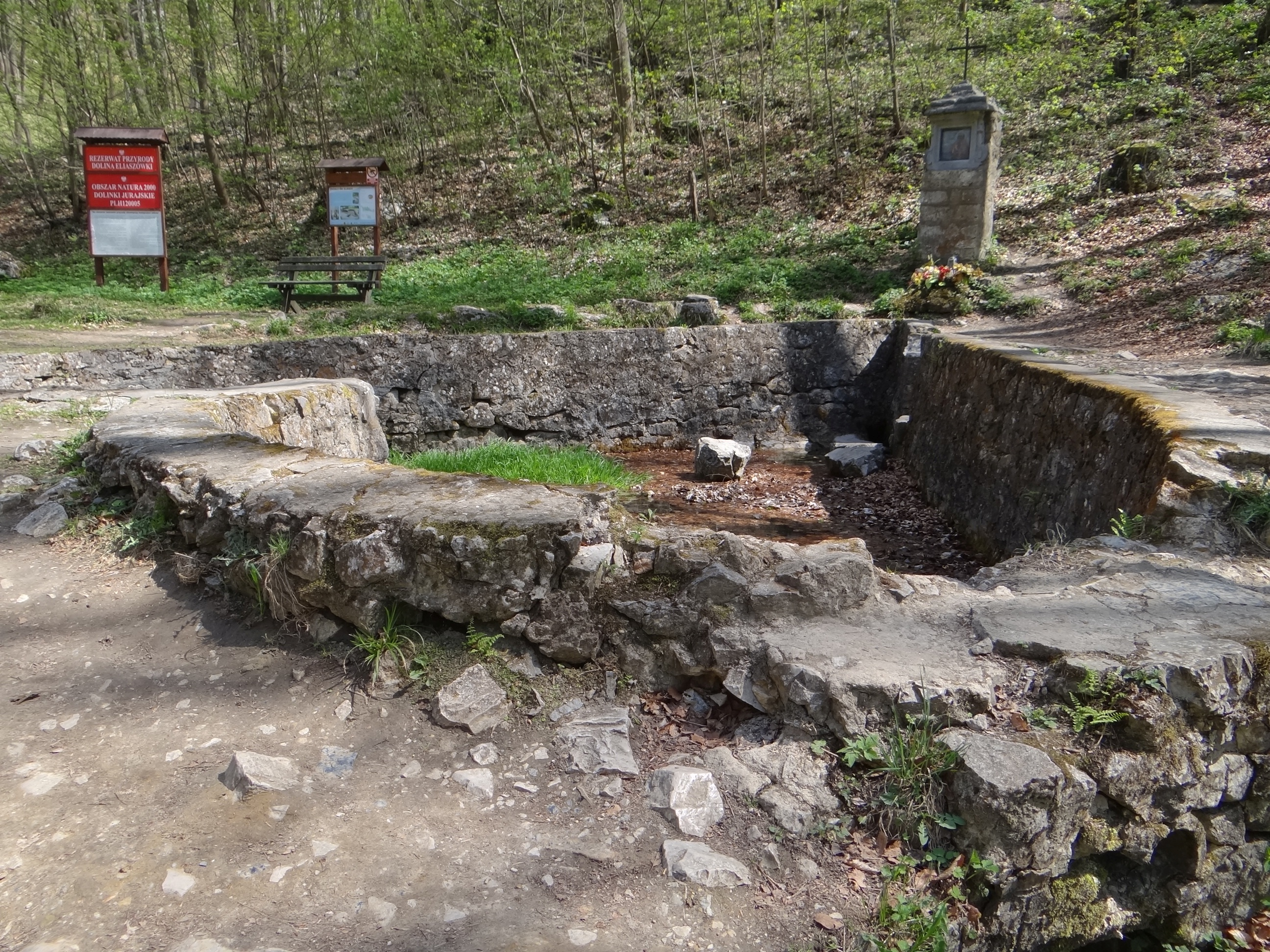
Źródło proroka Eliasza